# Molfsee (gmina)
Molfsee – miejscowość i gmina w Niemczech, w kraju związkowym Szlezwik-Holsztyn, w powiecie Rendsburg-Eckernförde, wchodzi w skład urzędu Eidertal. Do 31 maja 2023 siedziba administracyjna urzędu Molfsee.
W Molfsee znajduje się Skansen Szlezwicko-Holsztyński (Schleswig-Holsteinisches Freilichtmuseum) prezentujący historię i kulturę wsi północnoniemieckich.